# Violent Revolution
Violent Revolution – dziesiąty album studyjny grupy Kreator wydany w 2001 roku. Płyta dotarła do 38. miejsca listy Media Control Charts w Niemczech.
Okładkę płyty wykonał Andreas Marshall (m.in. Blind Guardian), natomiast produkcją płyty zajął się Andy Sneap (Machine Head, Nevermore). Według danych z kwietnia 2002 album sprzedał się w nakładzie 2,511 egzemplarzy na terenie Stanów Zjednoczonych.

## Lista utworów
| Nr  | Tytuł utworu                       | Długość |
| --- | ---------------------------------- | ------- |
| 1.  | „Reconquering the Throne”          | 4:13    |
| 2.  | „The Patriarch”                    | 0:52    |
| 3.  | „Violent Revolution”               | 4:55    |
| 4.  | „All of the Same Blood (Unity)”    | 6:12    |
| 5.  | „Servant in Heaven - King in Hell” | 5:10    |
| 6.  | „Second Awakening”                 | 4:48    |
| 7.  | „Ghetto War”                       | 5:05    |
| 8.  | „Replicas of Life”                 | 7:34    |
| 9.  | „Slave Machinery”                  | 3:58    |
| 10. | „Bitter Sweet Revenge”             | 5:25    |
| 11. | „Mind on Fire”                     | 3:57    |
| 12. | „System Decay”                     | 4:33    |
|     |                                    | 56:42   |

## Twórcy
- Mille Petrozza - gitara, śpiew
- Jürgen Reil - perkusja
- Christian Giesler - gitara basowa
- Sami Yli-Sirniö - gitara